# خضرية مجانية

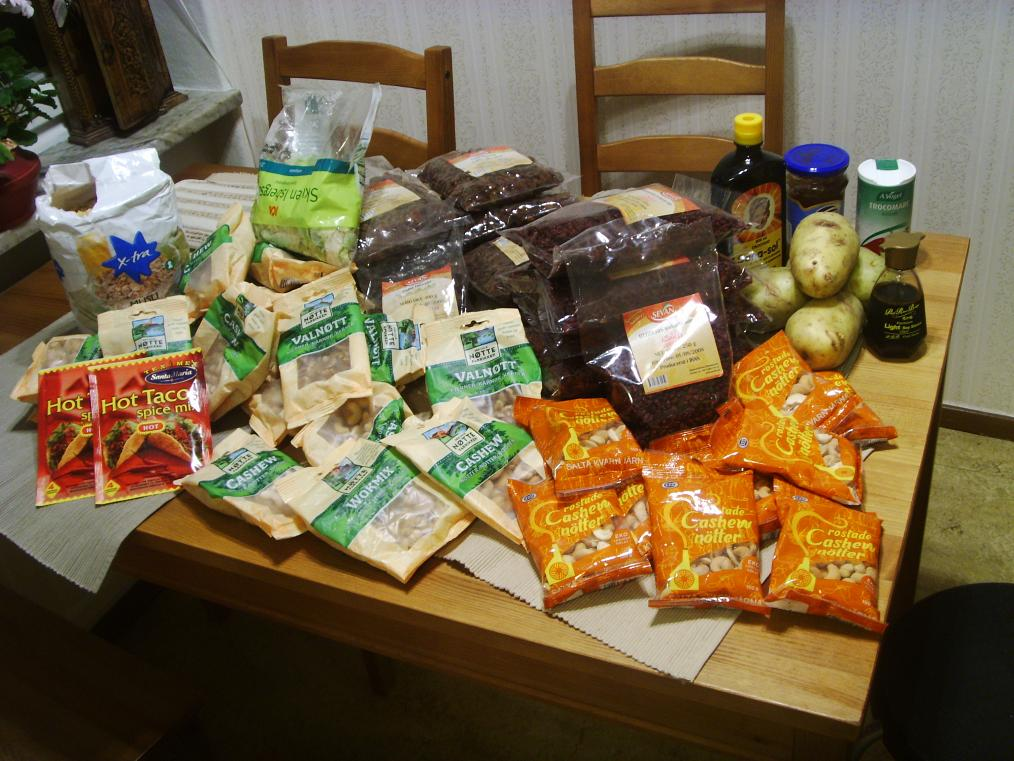
طعام حصل عليه أحد الخضريين المجانيين في حاويات النفايات بستوكهولم.

الخضرية المجانية أو النباتية الصرفة المجانية أو الفريغانية (بـالإنجليزية : freeganism) هي نمط حياة بديل يقوم أساسا على استهلاك ما هو مجاني  ونباتي صرف، وكذا التعاون المتبادل لتسهيل هذا الاختيار، من أجل إدانة ضياع الطعام والتلوث الناجم عن المخلفات. وكذلك مشاكل النقل والعمل والإسكان في المجتمع الغربي.